# Adrien Pascal
Pour les articles homonymes, voir Pascal.
Adrien Pascal, né le 20 décembre 1814 au Puy, décédé le 25 août 1863 à Paris, est un historien militaire français.

## Biographie
Adrien Pascal fut le chef de service de la publicité auprès de la Commission impériale de l’Exposition universelle de 1855.

## Œuvres
- Adrien Pascal, Biographie du maréchal marquis de Grouchy, pair de France : Extrait des Bulletins de la Grande Armée, Paris, Lesage, 1841, 15 p. (lire en ligne)
- (Adrien Pascal) Les bulletins de la Grande Armée ... avec des notes historiques et des notes biographiques. Paris, Prieur et Dumaine, 1843-1844. 6 volumes in-8
- Adrien Pascal, Nicolas Brahaut et François Sicard, Histoire de l’Armée et de tous les régiments depuis les temps de la Monarchie française jusqu’à nos jours, t. 1, 1848, Barbier, paris (lire en ligne)
- Adrien Pascal, Nicolas Brahaut et François Sicard, Histoire de l’Armée et de tous les régiments depuis les temps de la Monarchie française jusqu’à nos jours, t. 2, 1853, Barbier, paris (lire en ligne)
- Adrien Pascal, Nicolas Brahaut et François Sicard, Histoire de l’Armée et de tous les régiments depuis les temps de la Monarchie française jusqu’à nos jours, t. 3, 1850, Barbier, paris (lire en ligne)
- Adrien Pascal, Nicolas Brahaut et François Sicard, Histoire de l’Armée et de tous les régiments depuis les temps de la Monarchie française jusqu’à nos jours, t. 4, 1850, Barbier, paris (lire en ligne)
- Adrien Pascal, Histoire de Napoléon III empereur des Français : comprenant sa vie politique et privée ses actes, ses discours, ses voyages, son avènement à l’Empire, son Mariage., 1853, Barbier, paris, 400 p. (lire en ligne)
- Adrien Pascal, Histoire de La Maison Royale de Lusignan